# Man page
 Der er for få eller ingen kildehenvisninger i denne artikel, hvilket er et problem. Du kan hjælpe ved at angive troværdige kilder til de påstande, som fremføres i artiklen.

UNIX-baserede systemer er som regel dokumenterede med man pages, manualsider, der er beskrivelser, der kan vises med programmet man. 
På hver side er beskrevet et program eller en funktion, som styresystemet stiller til rådighed. Siderne er skrevet med formateringskoder, som kan oversættes af programmet roff. Oversatte sider bliver typisk gemt, så formateringen ikke skal gentages, hver gang en bruger vælger at få vist en manualside. Bladring håndteres af det bladringsprogram (pager), der er installeret. Det vil typisk være more eller i GNU-systemer less.

## Søgning
Hver manualside er i et bestemt kapitel, så to manualsider med samme titel kan sameksistere blot de er i forskellige kapitler. Der kan være nøgleord i en manualside, og disse kan indekseres. Hvis der er lavet et indeks over nøgleord i de installerede man pages, kan man finde relevante sider med komandoen man -k nøgleord. Dette giver en liste over sider samt en angivelse af, hvilket kapitel siden befinder sig i. Søgningen kan også begrænses til bestemte kapitler.

## Struktur
Der er en række afsnit, som typisk er med i alle programbeskrivelser.
- NAVN – programmets navn
- SYNTAKS – gyldige parametre til programmet i kompakt form
- BESKRIVELSE – kort beskrivelse af programmet
- PARAMETRE – beskrivelse af de enkelte parametre
- MILJØVARIABLER – miljøvarabler som programmet bruger
- FILER – filer som programmet bruger
- FEJL – kendte fejl
- SE OGSÅ – henvisninger til andre manualsider

## Organisering
Manualsidernes organisering er gennemgående for næsten alle UNIX og UNIX-like styresystemer. I nedenstående tabel ses manualsidernes organisering på System V, som også gælder med mindre ændringer for Berkely-systemer. BSD har I/0 og specielle filer 4, administrative filer i 5 samt diverse filer i 7. 
| Afsnit | Kategori                            |
| ------ | ----------------------------------- |
| 1      | Brugerkommandoer                    |
| 1m     | Kommandoer til systemadministration |
| 2      | Systemkald                          |
| 3      | Biblioteksrutiner                   |
| 4      | Administrative filer                |
| 5      | Diverse                             |
| 6      | Spil                                |
| 7      | I/O og særlige filer                |
| 8      | Administrative kommandoer           |

Desuden ses der også på nogle Berkely-systemer, en yderligere kategorisering for brugerkommandoerne: 1C (kommunikation mellem forskellige systemer) og 1G (grafik og CAD).
| Software | Spire Denne artikel om software og programmering er en spire som bør udbygges. Du er velkommen til at hjælpe Wikipedia ved at udvide den. |